# Donji Andrijevci
Donji Andrijevci falu és község Horvátországban, Bród-Szávamente megyében.

## Fekvése
Bród központjától légvonalban 22, közúton 26 km-re keletre, Szlavónia középső részén, a Svršnica-patak mellett, a Bródról Diakovárra menő út és a Zágráb-Vinkovci vasútvonal mentén fekszik. Keleti határát szeli át az A5-ös (Pélmonostor-Eszék-Svilaj) autópálya.

## A község települései
A községhez közigazgatásilag Donji Andrijevci, Novo Topolje, Sredanci és Staro Topolje települések tartoznak.

## Története
A régészeti leletek tanúsága szerint területe az őskortól fogva folyamatosan lakott volt. Több helyen is kerültek itt elő a történelem előtti időből származó leletek. Ilyenek a „Jelas”, „Bilo i Glogovac” és a „Stara Sela-Tadenica” lelőhelyek, melyek közül az utóbbi kettő a római koron át a középkorig lakott volt. Bronzkori leletek kerültek elő a „Krnjice Jelenje” lelőhelyen, míg a falutól délkeletre fekvő „Dužice” lelőhelyen a vaskori La Téne kultúra leleteit találták meg.
A település első írásos említése Névna várának tartozékaként „Androwcz” néven 1428-ban történt. Egyházilag a dragotini plébániához tartozott. A török a környék településeivel együtt 1536-ban szállta meg és 1687-ig uralma alatt állt. 
Az 1698-as kamarai összeírásban „Andrevczy” néven hajdútelepülésként 12 portával találjuk. Az egyházi vizitáció jelentése 1734-ban vrpoljei plébánia falujaként egy fakápolnával említi. 1790-ben megalapították a helyi plébániát, 1826-ban felépítették a plébániatemplomot. A katonai igazgatás bevezetése után a bródi határőrezredhez tartozott.
Az első katonai felmérés térképén „Andrievcze” néven található. Lipszky János 1808-ban Budán kiadott repertóriumában „Andrievcze (Dolnye)” néven szerepel. Nagy Lajos 1829-ben kiadott művében „Andrievcze (Dolne)” néven 241 házzal, 1299 katolikus és 14 ortodox vallású lakossal találjuk. A katonai közigazgatás megszüntetése után 1871-ben Pozsega vármegyéhez csatolták.
A településnek 1857-ben 1428, 1910-ben 1407 lakosa volt. Pozsega vármegye Bródi járásának része volt. Az 1910-es népszámlálás adatai szerint lakosságának 80%-a horvát, 8%-a ruszin, 7%-a magyar, 3%-a német anyanyelvű volt. Az első világháború után 1918-ban az új szerb-horvát-szlovén állam, majd később (1929-ben) Jugoszlávia része lett. 1991-től a független Horvátországhoz tartozik. 1991-ben lakosságának 95%-a horvát nemzetiségű volt. 2011-ben a településnek 2496, a községnek összesen 3709 lakosa volt.

## Lakossága

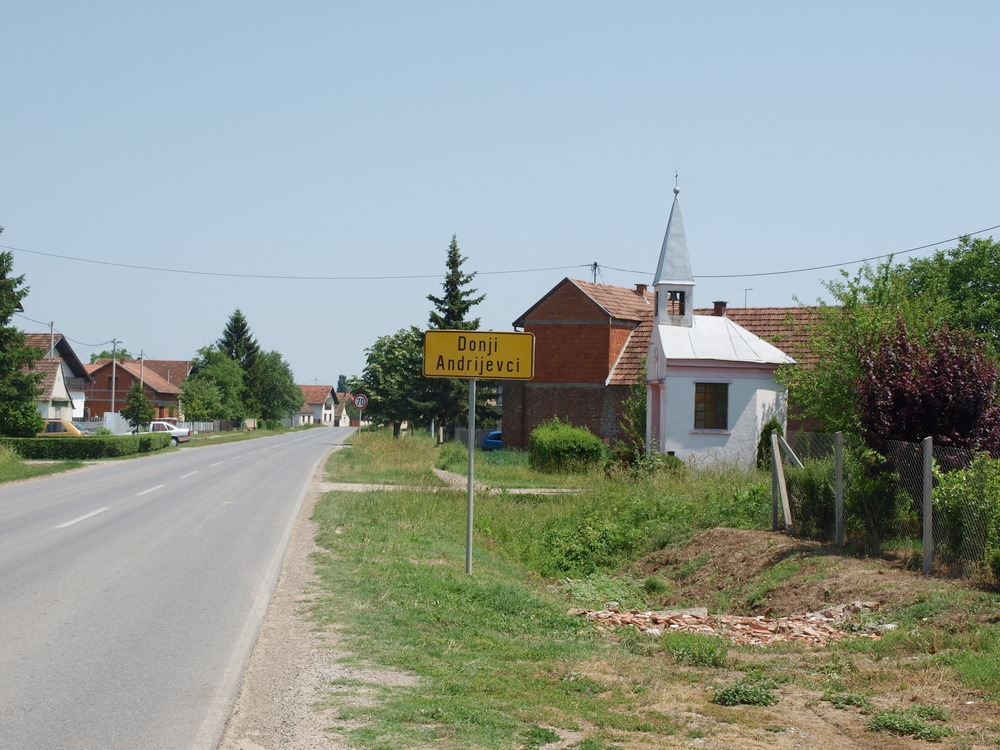
A falu bejárata

| Lakosság változása | Lakosság változása | Lakosság változása | Lakosság változása | Lakosság változása | Lakosság változása | Lakosság változása | Lakosság változása | Lakosság változása | Lakosság változása | Lakosság változása | Lakosság változása | Lakosság változása | Lakosság változása | Lakosság változása | Lakosság változása |
| ------------------ | ------------------ | ------------------ | ------------------ | ------------------ | ------------------ | ------------------ | ------------------ | ------------------ | ------------------ | ------------------ | ------------------ | ------------------ | ------------------ | ------------------ | ------------------ |
| 1857               | 1869               | 1880               | 1890               | 1900               | 1910               | 1921               | 1931               | 1948               | 1953               | 1961               | 1971               | 1981               | 1991               | 2001               | 2011               |
| 1.428              | 1.435              | 1.320              | 1.410              | 1.458              | 1.407              | 1.427              | 2.228              | 2.606              | 2.647              | 2.912              | 2.898              | 2.757              | 2.787              | 2.973              | 2.496              |

## Gazdaság
A lakosság nagy része foglalkozik mezőgazdasággal. Ezen kívül van néhány nagyobb vállalkozás: a PAN papírüzem, a TDA nyomda és könyvkereskedő cég, a Franjić kárpitosműhely, a Lilić és a Crndić asztalosműhelyek és mások. A településen néhány pékség, élelmiszerüzlet, húsbolt, virágüzlet és vendéglátóipari egység is található.

## Nevezetességei
- Szent András apostol tiszteletére szentelt római katolikus plébánia temploma 1826-ban épült. 1993-ban bővítették.
- Szent Mihály temetőkápolnáját 1866-ban építették.

## Kultúra
A KUD „Tomislav” kulturális és művészeti egyesületet 1939-ben a Seljačka sloga egyesület keretében alapították. Akkor ez volt az egyetlen kulturális és oktatási szervezet, amely az ősi paraszti örökség megőrzését és megújítását tűzte ki célul. A második világháború után az egyesület önálló kulturális társadalmi szervezetté nőtte ki magát. Tagjai között felléptek 1952-ben a pólai népdal és néptánc fesztiválon. Évek hosszú során át volt Bród vidékének egyik legaktívabb egyesülete. 1963 és 1967 között saját folklórszemlét szervezett, mely az ország egyik legrégibb ilyen folklór rendezvénye volt. Az egyesület ma is az egyik legjobb a megyében. Előadásaikkal a régió dalait, táncát és egykori életét idézik fel. Számos rádió- és TV-felvételt készítettek már velük, amelyek közül kiemelhetjük az „Aratás Szlavóniában” című műsort, amely számos díjat kapott. Saját hanglemezük is jelent már meg, melyen vallásos népénekeket és népdalokat adnak elő. Az általuk szervezett tamburazenei fesztivál, az „Oj, samice, drvo javorovo”, melyre az ország minden részéből érkeznek tamburások, folklórcsoportok és énekkarok.

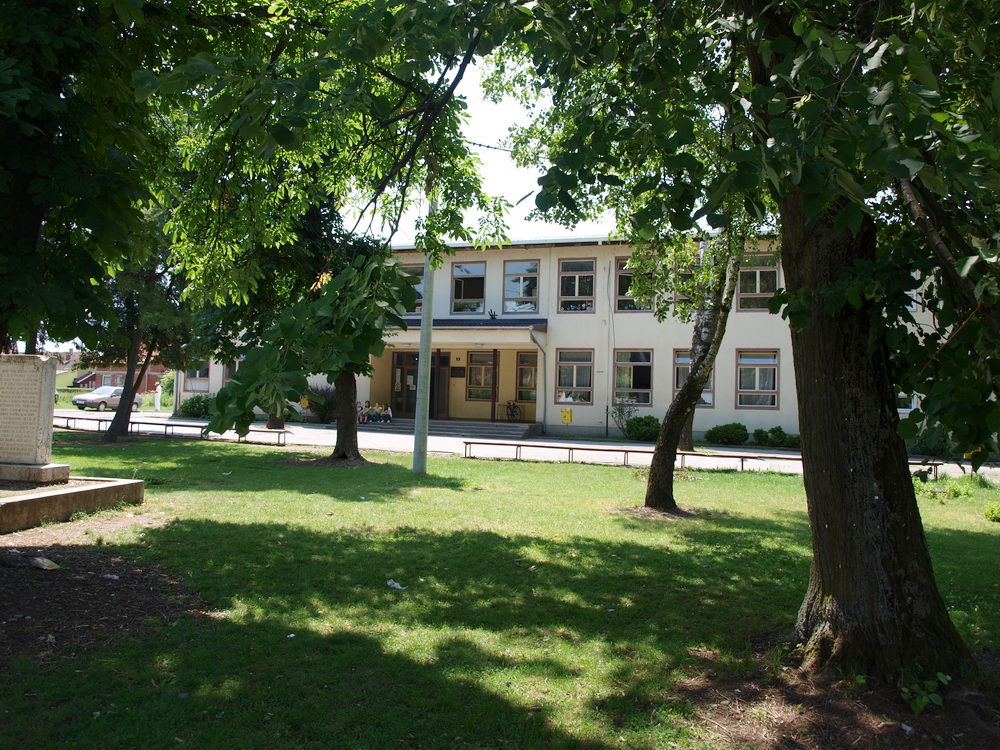
A Viktor Car Emin általános iskola

## Oktatás
Az első iskola megnyitásának időpontja nem ismert. Első írásos említése 1776-ban történt, első ismert tanítója Andrija Khol volt. Az iskola az első időben egy erre a célra berendezett üres házban működött. Az első iskolaépületet fából és vályogból 1833-ban építették. Később az egykori századparancsoki lakást alakították át iskolának, melyhez tanítói lakást és még egy tantermet építettek. Az építés 1878-ra fejeződött be. 1951-ig a településen négyosztályos iskola működött, ekkor augusztus 28-tól az oktatás nyolcosztályosra bővült. 1964. április 13-án 5,6 magnitúdó erősségű földrengés rázta meg Bród környékét, melyben az iskola épülete is súlyos károkat szenvedett. Az új iskolaépületet elsősorban Isztria lakosságának nagy segítségével sikerült felépíteni 11 tanteremmel, gyakorlati oktatóműhellyel és 3 tanári szobával. Hálából Isztria lakosságának segítségéért az új intézményt az isztriai íróról és publicistáról Viktor Car Eminről nevezték el. Az iskola a legnagyobb tanulói létszámot az 1968/69-es tanévben érte el, amikor 1050 tanuló látogatta. 1990 óta az iskolához három területi iskola tartozik, melyek Divoševci, Sredanci és Staro Topolje településeken működnek.

## Sport
Az első labdarúgóklubot 1922-ben alapították a településen NK Olimpija néven. Ez egyben a helyi labdarúgás kezdetét is jelenti. A klubot középiskolás diákok egy csoportja alapította, a korábbi Našička faipari üzem dolgozóinak segítségével. Története során a klub neve többször változott: 1929-től NK Cibalijának nevezték, majd 1931-től az NK Slavonac nevet viselte. Nyolc évvel később a Radnički nevet kapta, majd a második világháború után NK Budućnostnak nevezték. 1995-től a tragikusan elhunyt Tomislav Buhač emlékére a klub az NK Tomislav nevet vette fel. 2006-ban a támogató PAN papírüzemről a klub neve NK Pan-ra változott. Ma NK Tomislav - PAN Donji Andrijevci néven a megyei 1. ligában szerepel.